# Dr. José Inácio (Zé Inácio)
José Inácio da Silva também conhecido como Zé Inácio (Brejo da Madre de Deus, 1929 – Recife, 27 de janeiro de 2017) foi um político brasileiro que atuou como prefeito de Brejo da Madre de Deus e deputado estadual por Pernambuco. Sua trajetória foi marcada pela defesa de causas sociais e pelo compromisso com o desenvolvimento regional. Durante a ditadura militar, teve seu mandato cassado, sendo posteriormente homenageado pela Assembleia Legislativa de Pernambuco em 2012. É lembrado como uma figura pública de destaque no Agreste Pernambucano.

## Biografia

### Infância e Juventude
Criado em uma família humilde, Zé Inácio teve desde cedo contato com as dificuldades enfrentadas pelas populações do interior pernambucano. Essa vivência marcou profundamente sua visão de mundo e motivou sua futura atuação pública.

### Carreira Política
Zé Inácio iniciou sua trajetória política em Brejo da Madre de Deus, Pernambuco, onde exerceu três mandatos como prefeito. Durante suas administrações, destacou-se pela implementação de projetos voltados para o desenvolvimento local, especialmente nas áreas de infraestrutura e saúde pública. Seu trabalho como prefeito consolidou sua reputação como um líder político influente na região.
Sua ultima atuação na politica foi no período de 2004 a 2008 quando retornou a Câmara Municipal de Brejo da Madre de Deus, sendo eleito com 1.457 votos, pelo PFL. Nos anos seguintes, constam no portal do TSE uma candidatura a Deputado Estadual pelo partido PAN em 2006 e outra candidatura inapta no ano de 2008 pelo PV.
Além de sua atuação municipal, José Inácio também desempenhou funções no cenário estadual e nacional. Ele foi deputado estadual pela Assembleia Legislativa de Pernambuco (ALEPE), onde participou ativamente de debates e projetos legislativos que impactaram o estado. Na Assembleia Legislativa de Pernambuco, Zé Inácio, como era conhecido, atuou como suplente por dois meses, em 1955. Posteriormente, foi eleito deputado estadual por três vezes, tendo permanecido na Casa de 1959 a 1969 – quando foi cassado durante o Regime Militar. .
Após o fim do regime militar, Zé Inácio foi simbolicamente reconduzido ao cargo de deputado estadual em 2012, em uma cerimônia que buscou reparar as injustiças sofridas durante o período da ditadura. Sua atuação política foi marcada pelo compromisso com o desenvolvimento de Pernambuco e pelo respeito às demandas populares. Ao longo de sua carreira, José Inácio manteve uma forte ligação com sua cidade natal, sendo lembrado como uma figura política central em Brejo da Madre de Deus.

### Vida Pessoal
José Inácio foi casado e teve filhos, mantendo uma vida familiar simples, condizente com seus princípios de humildade e dedicação às comunidades que representava.

#### Falecimento
José Inácio da Silva faleceu em 2017, deixando um legado de compromisso com a justiça social e o bem-estar das populações mais vulneráveis do estado de Pernambuco.Seu velorio ocorreu na Assemblei Legislativa Entre as autoridades presentes ao velório na Alepe, estavam o ex-governador João Lyra Neto e o ministro das Cidades, Bruno Araújo, sobrinho de Zé Inácio.. 

### Legado
Zé Inácio é lembrado como um político que manteve proximidade com o povo. Sua atuação foi fundamental para o avanço de projetos sociais voltados à educação e à saúde no interior de Pernambuco. Além disso, ele inspirou novas gerações de lideranças comunitárias, deixando um impacto duradouro em sua região.